# 심무화
후주황후 심씨(後主皇后 沈氏, ? ~ ?)는 남조 진나라의 제5대 황제이자 마지막 황제인 후주 진숙보의 황후로 진나라 초대 황제 무제 진패선의 부마 망채정헌후 심군리(沈君理)의 딸이다. 본명은 심무화(沈婺華)이다. 

## 생애
후주 진숙보의 황후 심무화(沈婺華)는 망채정헌후 심군리(望蔡貞憲侯 沈君理)와 회계목공주(会稽穆公主)의 딸로 진나라 초대 황제 무제 진패선(武帝 陳霸先)의 외손녀이다. 하지만 자식도 없고 색을 밝히는 남편에게 총애를 받지 못했다. 진숙보의 후궁 손희(孫姬)가 난산으로 아들을 낳고 사망하자 손희의 아들 진윤(陳胤)은 심황후(심무화)의 양자가 되어 오흥왕(吳興王)에 봉해지고 황태자(皇太子)에 책봉된다. 그러나 진숙보가 시녀(侍女) 장려화(張麗華)를 총애하게 되면서 진숙보는 장려화를 귀비(貴妃)에 책봉하고 심황후(沈皇后)의 양자 황태자 진윤(皇太子 陳胤)을 폐위시키고 장귀비(장려화)의 아들 진심(陳深)을 새 황태자(皇太子)에 책봉한다. 더 나아가 진숙보는 심황후(沈皇后)를 폐위시키고 장귀비(張貴妃)를 새 황후로 세우려고 했으나 그전에 이미 진나라가 수나라에 멸망하게 된다. 심황후(沈皇后)는 진나라가 수나라에 멸망당하자 출가하고, 장귀비(張貴妃)는 장안으로 끌려가 참수된다. 진숙보는 자신의 아버지 효선제 진욱(孝宣帝 陳頊)이 폐위시킨 진나라 3대 황제 폐제 진백종(廢帝 陳伯宗)의 외동아들 임해왕 진지택(臨海王 陳至澤)과 함께 장안으로 끌려간다.
선제 태건14년(기원582년) 정월, 진선제 진욱(陳頊)이 병사하고, 태자 진숙보가 즉위한다. 즉위초기, 시흥왕 진숙릉이 반란을 일으키고, 진숙보를 벤다. 상처를 입은 후 새 황제 진숙보는 승향각(承香閣)에서 상처를 치료한다. 당시 모든 비빈은 황후 심무화(沈婺華)까지도 각에 들어가 병을 돌볼 수 없었다. 오로지 귀비 장려화만이 각에 들어가서 모실 수 있었다. 그리고 당시 유태후(柳太后)가 여전히 극량전(極梁殿, 황후의 처소)에 머물고 있었기 때문에, 황제의 총애를 전혀 받지 못했던 심황후는 그저 구현전(求賢殿)에 따로 거주할 수밖에 없었다.
지덕2년(584년), 진숙보는 광소전앞에 임춘, 결기, 망선의 세 각을 추가한다. 삼각은 모두 높이가 수십장에 이르고, 수십칸에 이른다. 창문이나 벽, 난간등도 모두 침향목으로 만들었고, 금옥으로 장식했으며, 구슬과 비취를 박아넣었다. 바깥에는 주렴을 두르고, 안에는 보석침상과 보석휘장을 설치했다. 모든 복식과 물건은 진기한 보물들이었다. 이는 고금에 없었던 정도였다. 매번 가벼운 바람이 불어오면 향기가 몇리에 걸쳐 맡을 수 있었고, 햇볕이 내리쬐면 후정은 빛이 넘쳤다. 각의 아래에는 돌을 쌓아 산을 만들고 물을 끌어들여 연못을 만들었다. 그 사이에 기화요초를 심어서 화려하기 그지없었다. 진후주는 스스로 임춘각에 머물며, 장귀비가 결기각에 거주했다. 공귀빈(龔貴嬪), 공귀빈(孔貴嬪)의 두 귀빈이 망선각에 거주했다. 각과 각 사이에는 복도가 연결되어 있다. 그리고 왕미인, 이미인, 장숙원, 설숙원, 원소의, 하첩여, 강수용등의 미인들이 모두 총애를 받았다. 모두 돌아가면서 진후주의 새거소로 불려갔다.
복야 강총(江總)은 비록 재보(宰輔)이지만, 정무를 돌보지 않고 매일 도관상서 공범, 산기상시 왕차등 문사 10여명과 각에 들어가 연회를 베풀었다. 그때 서로 놀리고 존비의 서열은 전혀 없었다. 이를 '압객(狎客)'이라고 부른다. 그리고 궁인 원대사(袁大舍)등은 글을 잘 알았고, 시가를 쓸 수 있었다. 진후주가 '여학사'로 칭하며 매번 연회를 열면여러 총희비빈, 여학사 및 여러 압객이 모여들었다. 술잔이 날아가며 취하면 시사를 지어서 서로 화답했다. 후주는 사부를 잘 지었다. 그리고 그중 특별히 잘 지은 시사를 골라서 곡을 붙였다. 자색이 아름다운 궁녀 천여명을 골라서, 연습하고 노래부르게 했다. 후세에 전해지는 곡으로는 <옥수후정화>, <임춘락>등이 있다. 대부분은 장려화, 공귀빈의 자색을 칭찬하는 것이다. 가장 유명한 두 구절은 "망월야야만(望月夜夜滿), 경수조조신(瓊樹朝朝新)". 임금과 신하가 매일 술을 마시고 노래를 부르며 아침부터 밤까지 보냈고 이것이 일상이 된다.
장귀비의 이름은 장려화이다. 원래 군인집안 출신인데, 집안이 가난하여, 처음에 공귀빈의 시녀가 된다. 후주가 태자로 있을 때 눈에 들어 총애를 받는다. 얼마후 나중에 태자가 되는 진심(陳深)을 낳는다. 후주가 즉위하자 귀비가 된다. 장려화는 머리카락이 칠척이나 되었으며, 검기가 칠흑과 같고, 밝기는 물건을 비출 수 있을 정도였다고 한다. 그녀의 얼굴은 아침 아지랑이 같았다(面若朝霞). 피부는 백설과 같고, 눈은 추수와 같고, 눈썹은 먼 산과 같으며, 매번 바라볼 때는 빛이 눈에서 넘쳐났고 좌우에 비추었다. 자주 결기각 위에 기대고 있으면 선녀가 인간세상에 하강한 것같았다. 귀비는 성격이 총명하고 약삭바랐다. 말재주가 있고 기억력이 좋았으며 다른 사람의 안색을 잘 살폈다. 후주는 황음하고 주색을 좋아하여 자주 조회에 나가지 않았다.  백관들이 아뢴 것에 대하여는 자주 환관 채탈아, 이희도를 통하여 전했다. 후주는 특히 부드러운 탑(榻)에 비스듬히 기대어 있는 것을 좋아했는데, 귀비가 그를 안아서 무릎에 눕히고 함께 가부를 결정했다. 이, 채는 올린 글을 다 기억하지 못하곤 했는데, 귀비는 하나하나 차례대로 대답했고, 하나도 빠트리는 일이 없었다. 귀비는 궁녀와 내시들을 회유하는데도 능했다. 태감이든 궁녀이든 모두 귀비가 너그럽고 덕이 있고, 현명하다고 칭찬했다. 후주의 특별한 총애를 받았기 때문에, 후궁중 가장 윗사람이 된다. 처음에 귀비는 그저 후궁의 일만 장악했으나, 나중에는 정치에까지 간여한다. 귀비에게 부탁하면 해결되지 않는 것이 없었다. 그래서 강남조정에서 장귀비가 있다는 것만 알지, 진숙보가 있는지는 몰랐다. 그래서 진나라의 상하에 문관무관은 해체되고, 선비와 서민들도 마음이 떠난다. 나라가 망하는게 멀지 않았다.
정명2년(588년) 겨울, 십월, 야심만만하게 화하를 통일하려는 수나라의 주인 양견은 진숙보가 강남에 끼친 해악을 20대죄상으로 열거하면서, 도탄에 빠진 백성들을 구한다는 명목으로, 칙서를 내려 강남에 격문을 내린다. 천명에 순응하여, 백성을 위하여 죄인을 벌하고, 진나라를 토벌하여 백성을 구하겠다고 한다. 그리고 진왕 양광을 행군원수로 명한다. 좌복야 고영은 원수부장사가 된다. 우복야 왕소는 사마로 삼는다. 육로대군 합계 51만병마를 보내 진나라를 토벌한다. 수나라군대가 호호탕탕하게 강을 따라 내려올 때, 진숙보는 장강의 천험으로 수나라병사를 막을 수 있을 것이라고 생각한다. 그래서 제대로 대비하질 않는다. 매일 여전히 압객, 비빈들과 술을 마시고 놀았고,  시가를 계속 지었다. 수나라군대는 파죽지세였다.금방 진나라의 도성인 건강(지금의 남경)성밖까지 밀고 온다. 이때 건강성내에는 갑사 10여만명이 있었다. 가련하게도 진숙보는 겁이 많았다. 군대로 깊이 들어가지 못하고, 그저 주야로 울기만 했다. 표기대장군 소마하가 전투를 청하자, 허가하지 않는다. 며칠을 끈 다음 다시 군대를 출전시켰지만 이미 때는 늦었다.
정명3년(589년) 봄, 정월, 수군은 건강성을 공격해 들어간다. 수나라장수 한금호는 황궁의 후당 경양전의 우물에서, 우물아래에 숨어있던 진후주와 함께 묶여있던 장귀비, 공귀빈을 함께 끌어올린다. 진후주는 이런 사상 가장 바보같은 방식으로 수나라군대의 포로가 된다. 이때부터, 화하를 3백년간 어지럽혔던 난국이 끝나게 된다.

진왕 양광은 일찌감치 장려화의 미모를 들었다. 급히 진왕부의 기실 고덕홍(高德弘, 고영의 아들)을 파견하여 먼저 입성한 고영에게 알린다. 반드시 장려화를 남겨두라고. "고영이 말한다. '예전에 태공(상나라를 멸망시킨 강자아 즉 강태공)는 얼굴을 가리고 달기를 참했다. 지금 어찌 장려화를 남겨둘 수 있단 말인가.' 그리고는 청계(淸溪)에서 참한다. 고덕홍이 돌아와서 보고하니, 양광은 얼굴색이 변한다 그리고 말한다: '옛 사람이 말하기를 덕이 없으면 보답이 없다고 하더니, 나는 반드시 고공에게 보답하겠다.; 그래서 고영을 미워하게 된다." 장려화의 죽음은 가장 자주 보는 것이고, 망국의 책임을 원래 군왕에 의존하던 약한 여자에게 미루는 전형적인 방식이다. 어찌 알았으랴. 만일 진후주가 없었더라면, 장귀비가 어찌 있겠는가? 만일 사치음란이 없었다면, 어찌 옥수후정화가 있겠는가. 그러나, 이때이후 자려화는 세상사람들이 모두 아는 홍안화수의 전형이 된다. 그리고 옥수후정화는 망국의 곡의 전형이 된다.— 진서, 남사, 자치통감

## 법명
진나라가 수나라에 멸망당하자 출가하여 관음(觀音)이라는 법명을 얻었다.

## 가계도
- 외조부 : 진나라 초대 황제 무제 진패선(武帝 陳霸先, 503년 ~ 559년) 
  - 아버지 : 망채정헌후 심군리(望蔡貞憲侯 沈君理, 525년 ~ 573년) - 무제 진패선(武帝 陳霸先)의 부마
  - 어머니 : 회계목공주 진씨(会稽穆公主 陳氏) - 무제 진패선(武帝 陳霸先)의 딸
  - 시아버지 : 효선제 진욱(孝宣帝 陳頊, 530년 ~ 582년) - 진나라 4대 황제
  - 시어머니 : 황후 유씨(皇后 柳氏, 533년 ~ 615년) - 유경언(柳敬言), 제나라 정양충무공 유세륭(貞陽忠武公 柳世隆, 442년 ~ 491년)의 증손녀, 시중 유수(柳修)의 손녀, 양무제의 부마 유언(柳偃)의 딸, 문제 진천의 부마 유반(柳盼)의 누나     
    - 남편 : 진나라의 제5대 황제이자 마지막 황제 후주 진숙보(後主 陳叔寶, 553년 ~ 604년)   
      - 아들 : 폐태자 오흥왕 진윤(廢太子 吳興王 陳胤, 573년 ~ 618년) - 손희(孫姬) 소생, 심황후(沈皇后)의 양자로 입적
      - 며느리 : 폐태자비 소씨(廢太子妃 蕭氏) - 우위장군(右衛將軍) 소마가(蕭摩訶, 532년 ~ 604년)의 딸
      - 아들 : 황태자 진심(皇太子 陳深) - 장귀비(張貴妃, 장려화, 559년 ~ 589년) 소생
      - 딸 : 광덕공주(廣德公主) - 소의 고씨(昭儀 高氏) 소생
      - 사위(부마) : 수 양제 양광(隋 煬帝 楊廣, 569년 ~ 618년) - 수나라 2대 황제
      - 딸 : 임성공주(臨成公主) - 소의 사씨(昭儀 謝氏) 소생
      - 사위(부마) : 수 진왕 양준(隋 秦王 楊俊) - 수나라 초대 황제 수 문제 양견(隋 文帝 楊堅, 541년 ~ 604년)의 3남, 수나라 2대 황제 수 양제 양광(隋 煬帝 楊廣, 569년 ~ 618년)의 동생
      - 딸 : 공주 진씨(公主 陳氏) - 진여주(陳女婤)
      - 사위(부마) : 수 양제 양광(隋 煬帝 楊廣, 569년 ~ 618년) - 수나라 2대 황제

| 대수   | 황제                 | 시호                | 별칭                                                                 | 성씨(이름)     | 재위기간      | 능             |
| ------ | -------------------- | ------------------- | -------------------------------------------------------------------- | -------------- | ------------- | -------------- |
| (추존) | 진 경제 (陳景帝)     | 경문황후 (景文皇后) | 안황후(安皇后) 태부인(太夫人)                                        | 동씨(童氏)     | (추존)        |                |
| 제1대  | 진 무제 (陳武帝)     | 무소황후 (武昭皇后) |                                                                      | 전씨(銭氏)     | (추존)        | 만안릉(萬安陵) |
| 제1대  | 진 무제 (陳武帝)     | 무선황후 (武宣皇后) | 태황태후(太皇太后) 자훈황태후(慈訓皇太后) 장성현공부인(長城縣公夫人) | 장요아(章要兒) | 557년 ~ 559년 | 만안릉(萬安陵) |
| 제2대  | 진 문제 (陳文帝)     | 문황후 (文皇后)     | 안덕황후(安德皇后) 안덕황태후(安德皇太后) 임해왕비(臨川王妃)         | 심묘용(沈妙容) | 559년 ~ 566년 | 영녕릉(永寧陵) |
| 제3대  | 진 폐제 (陳廢帝)     | -                   | 폐황후(廢皇后) 임해왕비(臨海王妃) 황태자비(皇太子妃)                 | 왕소희(王少姬) | 566년 ~ 568년 |                |
| 제4대  | 진 효선제 (陳孝宣帝) | 효선황후 (孝宣皇后) | 홍범황태후(弘範皇太后) 안성왕비(安成王妃)                            | 유경언(柳敬言) | 568년 ~ 582년 | 현녕릉(顯寧陵) |
| 제5대  | 진 후주 (陳後主)     | -                   | 후주황후(後主皇后) 관음(觀音) 황태자비(皇太子妃)                     | 심무화(沈婺華) | 582년 ~ 589년 |                |

## 참고 자료
- 진서
- 남사
- 자치통감